# Pergel Szandra
Pergel Szandra (Budapest, 1988. december 24. –) magyar asztaliteniszező, olimpikon.

## Sportpályafutása
A KSI-ben kezdett asztaliteniszezni. A 2001-es serdülő Eb-n csapatban negyedik helyezést ért el. Párosban (Viski) a nyolc, egyéniben a 32 között esett ki. 2001 nyarán a Statisztikába igazolt. A 2002-es serdülő Eb-n csapatban kilencedik volt. Egyesben a legjobb tizenhatig jutott, párosban a jugoszláv Fehér Gabriellával bronzérmet szereztek. A következő évben a serdülök kontinens bajnokságán csapatban és vegyes párosban (Antonin Schwarzer, Csehország) ezüst-, egyéniben bronzérmes volt. A 2003. évi nyári európai ifjúsági olimpiai fesztiválon egyéniben bronzérmes volt, párosban (Varga) és vegyes párosban (Kriston) a nyolc között esett ki. A 2004-es ifjúsági Eb-n csapatban és párosban (Viski Tímea) második lett. Az ifjúsági vb-n csapatban tizedik volt. A 2005-ös ifjúsági Eb-n csapatban és párosban (Fehér) harmadik volt. Az ifjúsági világbajnokságon csapatban ezüstérmes lett. 2006-ban nyert először felnőtt magyar bajnokságot (vegyes páros, Zwickl Dániel). Az ifi Eb-n csapatban és párosban harmadik lett. Az ifi vb-n csapatban bronzérmet szerzett.
A 2007-es felnőtt Eb-n egyéniben, párosban (Lovas Petra) és vegyes párosban (Zwickl) indult. A világbajnokságon párosban Lovassal a 16 között estek ki. A 2008-as Eb-n egyesben az első fordulóban kiesett. Ebben az évben a Kecskeméti Spartacus versenyzője lett. 2009 őszétől a Budaörs színeiben szerepelt. Decemberben a hazai Top 12 verseny győztese lett. 2010-ben tagja volt a vb hetedik helyezést elért válogatottnak. Az Európa-bajnokságon csapatban ötödik lett. Egyesben a 64, párosban (Lovas) a 32 között esett ki. 2011-ben tagja volt az Eb bronzérmet szerzett válogatottnak. Egyesben az első körben, párosban (Lovas) a tizenhat között búcsúzott. 2012-ben a Bajnokok Ligája elődöntőjéig jutott a Budaörssel. A csapat világbajnokságon tizenegyedik lett. Az Európa-bajnokságon egyesben és párosban is kiesett. A szezon során Zágrábban és a Antwerpenben is nemzetközi versenyt nyert, amivel bejutott a World Tour döntőjébe.
2013-ban a BL döntős volt a klubjával. A világbajnokságon egyesben és vegyes párosban (Jakab) a 64, párosban (Lovas) a 32 között esett ki. A 2013-as Európa-bajnokságon csapatban ötödik lett, egyesben és párosban (Póta) a 32-ig jutott. A következő évben csapatban 13. volt a vb-n, ötödik az Eb-n. Novemberben megnyerte a magyar TOP 12 versenyt. A 2015-ös vb-n egyesben kiesett a 64 közé jutásért, vegyes párosban (Jakab) a nyolcaddöntőig jutott. Az Európa-bajnokságon csapatban 10. lett, egyesben a 64, párosban (Madarász Dóra) a 16 között esett ki. 2016-ban a csapat vb-n 13. volt.Májusban második lett a nigériai World Tour versenyen. Az Európa-bajnokságon az egyéniben a 32 között, párosban (Madarász) az elődöntőben, vegyes párosban (Szudi Ádám) a nyolcaddöntőben esett ki. Madarásszal párban bejutott az év végi World Tour döntőbe, de ott nem sikerült mérkőzést nyerniük. 
A 2017-es világbajnokságon egyesben a 32, párosban (Madarász) és vegyes párosban (Nagy Krisztián) a 16 között esett ki. A csapat Európa-bajnokságon ötödik lett. 2018-ban a csapat-világbajnokságon a 15. helyezést szerezte meg. Az Európa-bajnokságon egyesben a 32-ig, párosban (Madarász) a 16-ig, vegyes párosban (Szudi) a 32-ig jutott. 2019 januárjában a budapesti World Tour versenyen a döntőig jutott Szudival vegyes párosban. A világbajnokságon egyesben a 64, párosban (Madarász) és vegyes párosban (Szudi) a 16 között esett ki. A 2019. évi Európa-játékokon vegyes párosban (Szudi) az első fordulóban kiestek. Csapatban negyedikek lettek. A 2019-es Európa-bajnokságon bronzérmes volt csapatban.
2020 januárjában tagja volt a csapatban olimpiai indulási jogot szerző válogatottnak. Júliusban részleges retinaleválás miatt megműtötték a szemét. Október közepén kezdhette újra az edzéseket. Ősztől a francia Quimper CTT játékosa lett. 2021 márciusában bejelentette, hogy a következő szezontól az olasz ASV Eppan Tischtennis színeiben szerepel. A 2021 nyarán a tokiói olimpián Szudi Ádámmal vegyes párosban első mérkőzésén a legjobb 16 között kikapott hongkongi ellenfelétől. A csapatversenyben Japán az első fordulóban 3-0-s eredménnyel ejtette ki a magyar csapatot, Pergel párosban lépett asztalhoz, valamint Hirano Miu kapott ki egyesben három szettben.
2021 szeptemberében kikerült a válogatott keretből. 2021 októberétől az olasz ASV Eppan Tichtennis játékosa lett.

## Eredményei
- Európa-bajnoki bronzérmes
  - páros: 2016
  - csapat: 2011, 2019
- magyar bajnok
  - egyes: 2019
  - páros: 2007, 2011, 2014, 2015, 2017, 2018
  - vegyes páros: 2006, 2008, 2015, 2018
- magyar Top 12
  - győztes: 2009, 2012, 2014